# Rentiesville
Rentiesville város az Amerikai Egyesült Államok Oklahoma államában, McIntosh megyében. Lakosainak száma 103 fő (2020. április 1.).

## Népesség
A település népességének változása:

| 2010 | 128 |
| 2020 | 103 |